# Hófehér
A Hófehér 1984-ben bemutatott, elsősorban nem gyermekeknek szóló magyar rajzfilm, amely a Macskafogó, a Szaffi és a Lúdas Matyi mellett a hazai rajzfilmtörténet egyik legendás, nemzetközi sikert aratott darabja. Ez az alkotás hozta meg Nepp József számára az életműdíjat a Giffoni Nemzetközi Filmfesztiválon 1984-ben. A Hófehér, mint címe is utal rá, Hófehérke örökbecsű történetének némileg elferdített változata, paródiája, amely jó adag alig érezhető fricskát is tartogat a magyarországi 1980-as évek világának.
Az animációs játékfilm rendezője és írója Nepp József, producere Kunz Román, zeneszerzője Deák Tamás. A mozifilm a Pannónia Filmstúdió gyártásában készült, a MOKÉP forgalmazásában jelent meg. 

## Rövid cselekmény
A címszereplő elvileg királyi leány – Utolsó, avagy Oroszlánszagú Leó és Lady Konstans Fridzsider gyermeke –, de valójában az udvari professzor-kuruzsló készítette… jóval a királyné halála után! Az enervált Fridzsidert udvarhölgye, a szépséges Arrogancia mérgezte meg, aki ezt követően feleségül ment az elaggott, csak tyúkjainak élő és kizárólag zöldtakarmánnyal táplálkozó királyhoz. Miután tetemes mennyiségű zsíros húst sikerült urába gyömöszölnie, aki attól szó szerint megpukkadt, megörökölte a trónt mint I. avagy Egetverő Arrogancia. A csúf, fehér hajú, vörös szemű és szőrös Hófehérrel eleinte nem törődtek, de a túlságosan is életrevaló kislány előbb a palotában lopkodva, később a jámbor városi kovácshoz kerülve életben maradt.
Mivel királyi vér, Arrogancia igyekszik felügyelet alatt tartani Hófehért, aki hihetetlenül erős és ügyes nővé cseperedik, és a rá kiszabott cselédmunkákat örömmel teljesíti. Sőt mi több, a rövidlátó Alfonz, a szomszédos Retrográd királyának, III. avagy Cukorbeteg Edgárnak a fia a kezét is megkéri! Ez már sok a retrográdi trón megszerzésével birodalmat kiépíteni vágyó Arroganciának, így elhatározza, hogy Szatiróval, a neki hódoló vadásszal megöleti a lányt. Hófehérrel azonban nem olyan könnyű elbánni, így a felsült vadász inkább elsántikál a királyságból. A főhős beveszi magát az erdőbe, ahol talál egy kicsiny, vidéki villára hajazó házikót. Este hazatérnek a ház gazdái, a bányában ékszerekből és drágakövekből érceket készítő törpék (Hétfő, Kedd, Szerda, Csütörtök, Péntek, Szombat és Vasárnap ugyanúgy néznek ki, mint a kastély lakói – szakállasan, és a hangjukat is ugyanaz a színész kölcsönözte nekik. A rangidős Vasárnap Leó királyra, Szombat a professzorra, Péntek az udvarmesterre, Csütörtök a szakácsra, Szerda a vadászra, Kedd a kovácsra, Hétfő pedig a vaksi Alfonzra hasonlít), akik eredendően nő- és „óriás”-ellenesek, azonban Hófehér rumos teájától megrészegülve nem dobják ki a hívatlan vendéget.
Másnap Hófehér egyedül marad otthon, ám takarítás közben akaratlanul lebontja a törpék kies lakhelyét, és egy hatalmas, csúf tákolmányt készít helyette. A hazatérő bányászok dühükben elmennek az időközben kisebbfajta plasztikaiműtét-sorozaton átesett Arroganciához, aki személyesen indul útnak, hogy megmérgezze Hófehért – a lánynak közben támogatói is akadtak az udvarban, akik állítólag készek voltak trónra tenni őt. A gyilkossági kísérlet azonban nem válik be: Hófehér almás pitéjét megízlelve a királynő összerogy. A hazatérő törpék gyilkosnak kiáltják ki az ártatlan lányt, és befut Alfonz is, aki Arroganciát meglátva beleszeret a holtnak hitt királynőbe. A palotából időközben kiköltözött professzor végül feléleszti Arroganciát, akiről kiderül, hogy csak a sütőport nem bírja. A történet, amint az illik, hepienddel zárul: Alfonz ellovagol szíve új választottjával, aki azonnal meneszti a kuruzslót. A királyné iránti bosszútól fűtve trónkövetelési lehetőséget kínál Hófehérnek, de ő a törpékkel akar maradni, noha ők már látni sem akarják. Tutegál dühében a tudtára adja, hogy a törpék hívták rá Arroganciát, majd otthagyja Hófehért. A magára maradt lány sírva ül a küszöbön, édesanyját szólongatja. Ekkor a törpék szíve meglágyul és befogadják őt…

## Alkotók
- Írta, tervezte és rendezte: Nepp József
- Dramaturg: Romhányi József
- Zenéjét szerezte: Deák Tamás
- Dalszöveg: Hajnal István
- Ének: Bontovics Kati
- Operatőr: Henrik Irén[2]
- Segédoperatőr: Körmöci Judit, Losonczy Árpád
- Hangmérnök: Réti János
- Hangtechnikus: Zsebényi Béla
- Vágó: Hap Magda
- Vágóasszisztens: Völler Ágnes
- Háttér: Magyarkúti Béla
- Mozdulattervezők: Szalay Edit, Uzsák János, Zsilli Mária
- Rajzolták: Balikó Réka, Botlik Anna, Bross Katalin, Dékány István, Komáromi Zsolt, Prunner Gabriella, Révész Gabriella, Rostás Zoltán, Seregi Katalin, Szabó Tamás, Szalay András, Vas Zoltán, Waliczky Tamás, Zsebényi Mária
- Festették: Biró Erika Erna, Dávid Éva, Demcsák Júlia, Gyökössy Zsoltné, Károlyi Borbála, Kiss Katalin, Nemes Beatrix, Somorjai Nóra, Szörényi Éva és még sokan mások
- A rendező munkatársai: Pintér Erzsébet, Török Klári
- Rendezőasszisztens: Kő Edit
- Színes technika: Deimanik Tamásné
- Gyártásvezető: Marsovszky Emőke[3]
- Produkciós vezető: Kunz Román

- A laboratóriumi munkák a Magyar Filmlaboratórium Vállalatnál készültek
- Készítette a Pannónia Filmstúdió

Források

## Szereplők
- Hófehér: Halász Judit
- Arrogancia, később: I. (Egetverő) Arrogancia: Béres Ilona
- Utolsó (Oroszlánszagú) Leó / Vasárnap: Kállai Ferenc
- Tutegál professzor / Szombat: Körmendi János
- Udvarmester / Péntek: Haumann Péter
- Szakács / Csütörtök: Bodrogi Gyula
- Szatiro, a vadász / Szerda: Sztankay István
- Kovács / Kedd: Vajda László
- Alfonz herceg / Hétfő: Szombathy Gyula
- Rezonancia, az egyik pletykás cseléd: Tábori Nóra
- Prevencia, a másik pletykás cseléd: Hacser Józsa
- Lady Konstans Fridzsider királyné  (becenevén Fridzsi): Bánki Zsuzsa
- Hóhér (Miniszter): Balázs Péter
- Zsoldos: Csurka László
- Futár: Kristóf Tibor
- Jakab, a kovácslegény: Harsányi Gábor
- Királyné #1: Győri Ilona
- Királyné #2: Borbás Gabi
- Királyné #3: Csala Zsuzsa
- Királyné #4: Földessy Margit
- Palotaőr: Balázsi Gyula
- Xerxész, a papagáj: Márton András

## Végefőcím
Nem pénzkérdés a boldogság – előadja: Bontovics Kati

## Televíziós megjelenések
- Sió TV, TV3, Duna TV, RTL Klub, M1, SATeLIT, Filmmúzeum
- M2, Magyar Mozi TV, M5